# ШКАС
ШКАС е съветска авиационна картечница с калибър 7.62 мм, приета на въоръжение през 1932 г. и използвана до края на Втората световна война. Създадена от конструкторите Б. Г. Шпитални и И. А. Комарницки, тя се отличава с много висока за времето си скорострелност (абревиатурата ШКАС означава Шпитални, Комарницки, Авиационна, Скорострелна) и с нея са оборудвани повечето от съветските бойни самолети от предвоенния и военния период.

## Създаване
Б. Г. Шпитални с помощта на И. А. Комарницки създава първия образец на скорострелна авиационна картечница в края на 1930 г. Това е и първата в света чисто авиационна картечница (дотогава се използват различни типове картечници, модифицирани за монтирането им на самолети). Окончателната доработка на оръжието приключва в началото на 1932 г. и на 13 февруари е дадена поръчка за направата на седем картечници. В началото на юни ШКАС е демонстрирана на К. В. Ворошилов, на 14 юли е одобрена и от съветското правителство и на 11 октомври 1932 г., след приключване на полигонните изпитания, е прието постановление за приемането ѝ на въоръжение с обозначението „7.62-мм авиационна скорострелна картечница система Шпитални – Комарницки обр. 1932 г. ШКАС (Шпитални-Комарницки авиационна скорострелна)“ (на руски: 7,62-мм авиационный скорострельный пулемет системы Шпитального – Комарицкого обр. 1932 г. ШКАС (Шпитального – Комарицкого авиационный скорострельный))
Оказва се обаче, че картечниците имат слаба издръжливост – едва 1500 – 2000 изстрела и затова се налага модернизирането и довеждането на издръжливостта им поне до 5000 изстрела. Това става през 1933 г. В началото на 1934 г. са създадени турелният и крилния вариант на картечницата (обозначавани понякога съответно като ШКАС-Т и ШКАС-К). През 1936 г. от конструкторите В. Н. Салищев, К. Н. Руднев и В. П. Кетов е създаден и синхронния вариант ШКАСС. Основната отличителна особеност на синхронния механизъм на картечницата е пренасянето на повечето ѝ основни детайли от затвора на стволната кутия.
Серийното производство на картечницата започва през 1933 г. и постоянно расте. Тя се произвежда в Тулските оръжейни и Ижевските машиностроителни заводи. През 1933 г. са произведени 365 броя, през 1934 г. – 2476, през 1935 г. – 3566, през 1937 г. – 13005, през 1938 г. – 19687, през 1940 г. – 34233, през 1943 г. – 29450, през 1944 г. – 36255 и през 1945 г. – 12455.

## Варианти
- Турелен – турелен (за монтиране на специална въртяща се установка „турел“ – от френски „tourelle“ – предназначена обикновено за защита на задната полусфера на самолета и обслужвана от отделен член на екипажа) – среща се и под обозначенията ШКАСТ, ШКАС-Т.

- Крилен – вариант на картечницата за монтиране в крилата на самолета. Други обозначения ШКАСК, ШКАС-К.

- Синхронизиран (ШКАСС) – синхронизиран вариант на картечницата, създаден през 1936 г.

- УлтраШКАС – Вариант, създаден през 1937 г., отличаващ се с повишен до 2800 – 3000 изстрела в минута темп на стрелбата. УлтраШКАС преминава изпитания през 1938 г. и на 13 май 1939 г. е приет на въоръжение турелния вариант на картечницата. Известно количество УлтраШКАС са използвани в Зимната война 1939 – 1940 г. Но тъй като тези картечници се отличават с много ниска надежстност, те не влизат в масово производство.

## Боеприпаси
Под ръководството на Н. М. Елизаров специално за ШКАС са създадени нови боеприпаси. Те са с трасиращо, запалително и бронебойно-запалително действие. Отличават се с удебелени стени на глизата, усилено закрепване на капсула в гнездото, въведено е двойно кръгово пресоване при закрепването на куршума в гилзата. Те са първите в света авиационни патрони – боеприпасите за ШКАС не могат да се използват от пехотните оръжия от същия калибър. За да се различават от пехотните, на дъното на гилзата на патрона за ШКАС освен стандартните обозначения, се поставя и буквата „Ш“.
В началото на употребата им картечниците започват да дават неочаквани засечки. При разследването се установява, че виновни за това са патроните. Използват се два вида 7,62-мм патрони – съветски и вносни. Когато стрелбата се води със съветските, картечниците засичат, а с вносните – не. Причината се оказва в лака, с който покрити в областта на капсула – съветският лак уврежда покритието в областта на капсула и често той не сработва. Налага се да се създаде нов лак, след което засечките спират..

## „Немският“ ШКАС
По време на гражданската война в Испания в Нацистка Германия попадат няколко картечници ШКАС. Немците се опитват да разработят подобно оръжие, но поради особеностите на техните боеприпаси, не успяват да постигнат успех – системата се оказва толкова сложна, че е практически непригодима..
По-късно Б. Г. Шпитални пише:
| „                                 | ... Когато нашите доблестни войски, превзели Берлин с щурм, влизат в канцеларията на Третия райх, то сред многобройните трофеи, намиращи се в канцеларията, се оказва един на първи поглед необичаен образец оръжие, щателно покрит със стъклен похлупак и с лист хартия с личния подпис на Хитлер. Дошлите на оглед специалисти с удивление откриват под стъклото тулска авиокартечница ШКАС 7.62-мм и намираща се до нея лична заповед от Хитлер, гласяща, че тулската картечница ще стои в канцеларията дотогава, докато немските специалисти не създадат същата картечница за фашистката авиация. Това, както е известно, хитлеристите не успяват да направят. ... | “ |
| в-к Коммунар, Тула, 1965, 10 май. | |   |

Дали това наистина е така, все още не е доказано. След създаването на ШКАС, Шпитални става изключително известен в Съветския съюз. Появил се сред оръжейните конструктори през 1930 г., през 1934 г. той получава собствено конструкторско бюро, ползва се с личната подкрепа на Г. К. Орджоникидзе и М. Н. Тухачевски, през 1940 г. става Герой на Съветския съюз, следват Сталински премии и други висши отличия. С други думи Шпитални става „звезда“ в СССР и немалко злоупотребява с това.
Въпреки това Б. Г. Шпитални не успява да повтори успеха си – ШКАС остава единственото му по-забележително творение. На негова база конструкторът С. В. Владимиров създава 12.7-мм авиационна картечница ШВАК и 20-мм авиационно оръдие ШВАК.